# RetroAchievements

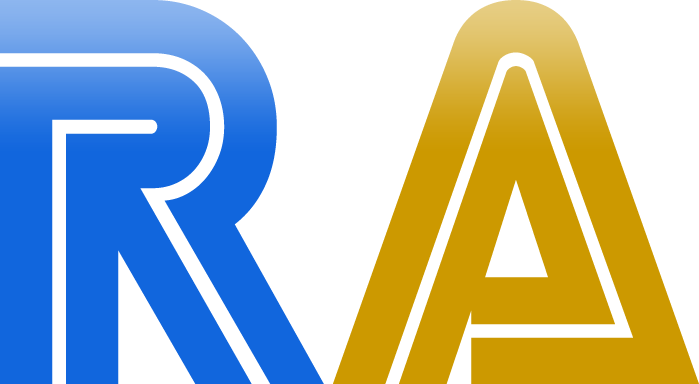
Logotipo do RetroAchievements

RetroAchievements é uma plataforma colaborativa para a criação de conquistas / troféus para jogos em emuladores, de forma similar ao utilizado em plataformas atuais como PlayStation Network, Steam ou Xbox Live. Dessa forma, ao jogar um jogo utilizando um emulador suportado, ao atingir determinado objetivo, uma conquista é desbloqueada, e isto pode ser acompanhado na interface do RetroAchievements dentro do emulador ou diretamente no site.
Criada em 2012, a plataforma conta com suporte a cerca de 10 000 jogos, pouco mais de 500 000 conquistas e mais de 1 000 000 de usuários.
As plataformas suportadas variam desde consoles de mesa como Atari 2600, Nintendo Entertainment System e Master System, portáteis como Game Boy e PlayStation Portable até sistemas mais recentes como PlayStation 2 e GameCube.
A princípio somente emuladores conectados à Internet podem ser utilizados com o RetroAchievements, mas foram criados dispositivos para suportar os consoles originais, através de cartuchos personalizados.